# Esvatinijsko-južnoafrička granica
Granica između Esvatinija i Južne Afrike duga je 430 km; Južnoafrička Republika okružuje Esvatini na sjeveru, zapadu, jugu i jugoistoku, a Mozambik graniči s njim samo na sjeveroistoku.

## Prijelazi
Granični prijelazi poredani su od sjevera prema jugu u donjoj tablici.
| Južna Afrika | Južna Afrika      | Esvatini | Esvatini          | Radno vrijeme | Koordinate                                  | Bilješke                                       |
| Cesta        | Granični prijelaz | Cesta    | Granični prijelaz | Radno vrijeme | Koordinate                                  | Bilješke                                       |
| ------------ | ----------------- | -------- | ----------------- | ------------- | ------------------------------------------- | ---------------------------------------------- |
|              | Bothashoop        | MR13     | Gege              | 08:00–16:00   | 26°58′25″S 30°58′06″E / 26.9737°S 30.9684°E |                                                |
|              | Emahlathini       | MR4      | Sicunusa          | 08:00–18:00   | 26°51′38″S 30°54′30″E / 26.8605°S 30.9084°E |                                                |
| N720         | Golela            | MR8      | Lavumisa          | 07:00–22:00   | 27°19′02″S 31°53′18″E / 27.3172°S 31.8884°E | Također i željeznička pruga Durban–Komatipoort |
| R570         | Jeppes Reef       | MR1      | Matsamo           | 07:00–20:00   | 25°45′03″S 31°28′03″E / 25.7507°S 31.4676°E |                                                |
| R40          | Josefsdal         | MR20     | Bulembu           | 08:00–16:00   | 25°56′41″S 31°07′17″E / 25.9446°S 31.1215°E |                                                |
| R543         | Mahamba           | MR9      | Mahamba           | 07:00–22:00   | 27°06′20″S 31°04′09″E / 27.1055°S 31.0691°E |                                                |
| R571         | Mananga           | MR5      | Mananga           | 07:00–18:00   | 25°55′59″S 31°45′41″E / 25.9331°S 31.7613°E | Također i željeznička pruga Durban–Komatipoort |
| R65          | Nerston           | MR19     | Sandlane          | 08:00–18:00   | 26°34′11″S 30°47′30″E / 26.5697°S 30.7918°E |                                                |
| N17          | Oshoek            | MR3      | Ngwenya           | 07:00–22:00   | 26°12′45″S 30°59′21″E / 26.2125°S 30.9892°E |                                                |
|              | Onverwacht        | MR21     | Salitje           | 08:00–18:00   | 27°18′58″S 31°38′38″E / 27.3162°S 31.6438°E |                                                |
|              | Waverley          |          | Lundzi            | 08:00–16:00   | 26°19′39″S 30°53′19″E / 26.3275°S 30.8885°E |                                                |